# Zapłocie (Potok)
Zapłocie – część wsi Potok w Polsce położona w województwie podkarpackim, w powiecie krośnieńskim, w gminie Jedlicze.
W latach 1975–1998 Zapłocie administracyjnie należało do województwa krośnieńskiego.